# Aria lui Broca

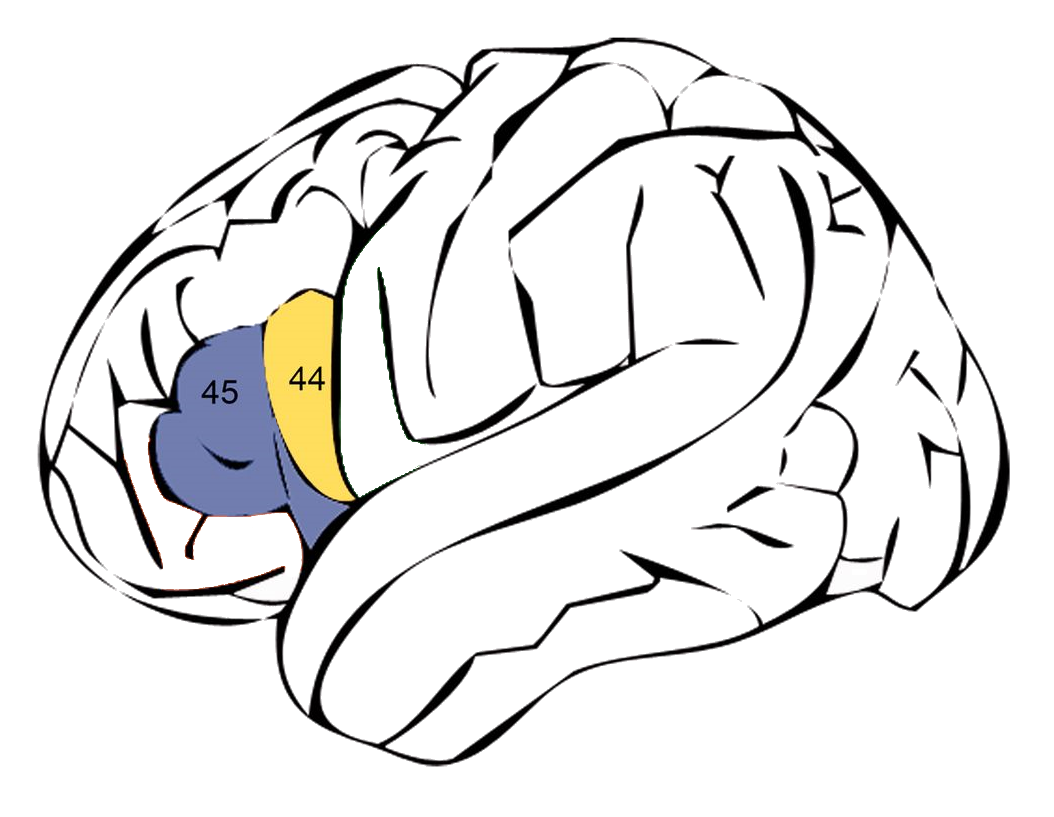
Aria lui Broca este alcătuită din ariile lui Brodmann 44 (pars opercularis) și 45 (pars triangularis).

Aria lui Broca este o regiune din lobul frontal al emisferei dominante (de obicei stânga) cu funcții importante în procesul vorbirii. Procesarea limbajului a fost legată de această zonă odată cu studiile lui Pierre Paul Broca care a constatat pierderea capacității de vorbire la doi pacienți cu leziuni în gyrusul frontal inferior. După această descoperire zona a devenit cunoscută ca Aria lui Broca, iar deficitul în vorbire ca Afazia Broca.

## Vezi și
- Aria Wernicke

## Legături externe
- en "Paul Broca's discovery of the area of the brain governing articulated language", analysis of Broca's 1861 article, on BibNum [click 'à télécharger' for English version].